# Jjakpae
Jjakpae (짝패; lit. "Col·lega"), comercialitzada internacionalment com The City of Violence és una pel·lícula de thriller d'acció del 2006 de Corea del Sud. coescrita i dirigida per Ryoo Seung-wan, que protagonitza la pel·lícula al costat del director d'acció i col·laborador Jung Doo-hong.

## Argument
Wang-jae és un exgàngster que és perseguit una banda de punks fins a un carreró on és mort apunyalat. Els seus quatre amics de la infància es van reunir després de gairebé 20 anys al funeral de Wang-jae. Fins aleshores, cada persona ha anat pel seu propi camí: Tae-su es va convertir en un detectiu de policia a Seül. Pil-ho s'ha fet càrrec del negoci del seu cunyat Wang-jae. Seok-hwan treballa com a cobrador de deutes mentre que el seu germà gran Dong-hwan treballa com a professor de matemàtiques. Després del funeral, Tae-su decideix investigar l'assassinat una setmana abans que torni a la seva feina a Seül.
Mentrestant, Seok-hwan decideix trobar i matar els assassins de Wang-jae. Mentre investiga, Tae-su és atacat per bandes de joves, on amb prou feines s'escapa amb la seva vida després de l'arribada inesperada de Seok-hwan. Decideixen treballar junts. Després de caçar la banda, descobreixen que la mort de Wang-jae no és un atac sense sentit a l'atzar, sinó un assassinat planificat. La revelació els porta a Dong-hwan, que confessa que Pil-ho estava darrere del pla després que Wang-jae va desaprovar els plans de Pil-ho de convertir la seva ciutat en un districte turístic. Després que uns desconeguts intentessin matar-lo com a part de lligar caps solts de Pil-ho, el jove assassí de Wang-jae accepta declarar contra Pil-ho.
Un assassí buida el jove assassí amb gasolina i l’incendia. Més tard, Pil-ho colpeja malament en Tae-su i també té com a objectiu acabar amb Seok-hwan, Dong-hwan i la seva mare en un accident, però Seok-wan sobreviu. Després del funeral de Dong-hwan i la seva mare, Seok-hwan i la vídua de Wang-jae surten de la funerària i veuen Tae-su esperant fora. Tae-su persuadeix la vídua de Wang-jae perquè reveli informació sobre el parador del seu germà Pil-ho. Tae-su i Seok-hwan assalten la fortalesa de Pil-ho on s'obren camí entre eixams de cuiners armats i guardaespatlles fins a la sala de banquets.
Mentrestant, Pil-ho mata el president de Seül, que demana a tots els convidats que marxin. Tae-su i Seok-hwan s'enfronten a Pil-ho, que està juntament amb els seus quatre guàrdies d'elit a l'habitació. Es produeix una baralla on Tae-su i Seok-hwan aconsegueixen derrotar els guàrdies d'elit de Pil-ho i es disposa a enfrontar-se a Pil-ho, que els pren per sorpresa atacant a Seok-hwan. Pil-ho es gira i apunyala a Tae-su, però Seok-hwan més tard acaba amb Pil-ho amb una katana. Mentre en Tae-su mor sagnant, un Seok-hwan esgotat s'adona de la carnisseria que ell i Tae-su havien creat i sospira amb força.

## Repartiment
- Ryoo Seung-wan... Yoo Suk-hwan 
  - Kim Shi-hoo... Yoo Suk-hwan (jove)
- Jung Doo-hong... Jung Tae-soo 
  - On Joo-wan... Jung Tae-soo (jove)
- Lee Beom-soo... Jang Pil-ho 
  - Kim Dong-young... Jang Pil-ho (jove)
- Jung Suk-yong ... Yoo Dong-hwan
  - Park Young-seo ... Yoo Dong-hwan (jove)
- Lee Joo-shil ... Yoo Suk-hwan's mother
- Ahn Gil-kang... Oh Wang-jae
  - Jung Woo... Oh Wang-jae (jove)
- Kim Byeong-ok... President de la joventut
- Kim Seo-hyung...Jang Mi-ran
- Jo Deok-hyun... Cap Jo
- Kim Gi-cheon... Sal-soo
- Kim Kkot-bi... noia de secundària amb fulla d'afaitar
- Kim Su-hyeon... detectiu de Seül
- Im Jun-il... Cap d'equip Im
- Lee Na-ri... Senyoreta Bae
- Park Ji-hwan... cap de la banda d'adolescents
- Lee Hong-pyo ... policia de la zona Onsung
- Oh Joo-hee... dona que porta hanbok a la sala especial 2
- Kim Hyo-sun... secretària

## Premis i nominacions
Chunsa Film Art Awards de 2006
- Millor actor secundari - Lee Beom-soo

Premis dels Crítics de Cinema de Busan de 2006
- Millor fotografia - Kim Yeong-cheol

2006 Blue Dragon Film Awards
- Nominació - Millor actor secundari - Lee Beom-soo

Premis del Cinema Coreà del 2006 
- Millor actor secundari - Lee Beom-soo
- Nominació - Millor muntatge - Nam Na-yeong
- Nominació - Millor música - Bang Jun-seok
- Nominació – Millor so – Seo Yeong-jun, Jo Min-ho

2007 Grand Bell Awards
- Nominació - Millor director - Ryoo Seung-wan
- Nominació - Millor actor secundari - Lee Beom-soo
- Nominació – Millor fotografia – Kim Yeong-cheol
- Nominació - Millor muntatge - Nam Na-yeong